# Al Jarreau
Alwin Lopez "Al" Jarreau, född 12 mars 1940 i Milwaukee, Wisconsin, död 12 februari 2017 i Los Angeles, Kalifornien, var en amerikansk sångare och musiker. Jarreau blandade flera närbesläktade genrer, och vann Grammy-pris i tre olika klasser: jazz, pop och rhythm and blues. Hans scatsång var välkänd.
Jarreau turnerade regelbundet i USA och Europa, framförallt i Tyskland. Han uppträdde ofta på olika jazzfestivaler, till exempel Jazz an der Donau i Straubing.
Al Jarreau sjöng även ett av solona i We Are the World, som skrevs 1985 av Michael Jackson och Lionel Richie, producerades av Quincy Jones och ingick i välgörenhetssprojektet "USA for Africa". Han drog sig tillbaka som artist den 8 februari 2017 på grund av utmattning och avled fyra dagar senare på ett sjukhus i Los Angeles. Al Jarreau blev 76 år gammal.

## Diskografi (urval)
Studioalbum
- 1975: We Got By
- 1976: Glow
- 1978: All Fly Home
- 1980: This Time
- 1981: Breakin' Away
- 1983: Jarreau
- 1984: High Crime
- 1985: 1965
- 1986: L Is for Lover
- 1988: Heart's Horizon
- 1992: Heaven and Earth
- 2000: Tomorrow Today
- 2002: All I Got
- 2004: Accentuate the Positive
- 2006: Givin' It Up (med George Benson)
- 2008: Christmas
- 2014: My Old Friend: Celebrating George Duke